# Courcelles-de-Touraine
Courcelles-de-Touraine ist eine 480 Einwohner (Stand: 1. Januar 2022) zählende französische Gemeinde im Département Indre-et-Loire in der Region Centre-Val de Loire. Sie gehört zum Arrondissement Chinon (bis 2016: Arrondissement Tours) und zum Kanton Langeais. Die Einwohner werden Courcellois genannt.

## Lage
Die Gemeinde Courcelles-de-Touraine liegt etwa 32 Kilometer nordwestlich des Stadtzentrums von Tours. Courcelles-de-Touraine wird umgeben von den Nachbargemeinden Château-la-Vallière im Norden, Souvigné im Nordosten und Osten, Cléré-les-Pins im Südosten und Süden, Savigné-sur-Lathan im Süden, Channay-sur-Lathan im Südwesten und Westen sowie Saint-Laurent-de-Lin im Nordwesten.

## Bevölkerungsentwicklung
| Jahr                       | 1962 | 1968 | 1975 | 1982 | 1990 | 1999 | 2011 | 2021 |
| Einwohner                  | 484  | 444  | 374  | 360  | 298  | 325  | 502  | 485  |
| Quellen: Cassini und INSEE |      |      |      |      |      |      |      |      |

## Sehenswürdigkeiten
- Kirche Saint-Barthélemy aus dem 11. Jahrhundert
- Schloss Les Sept Tours aus dem 15. Jahrhundert, rekonstruiert im 18. Jahrhundert aus Steinen des Schlosses Vaujours (Château-la-Vallière), heute Hotel
- Schloss Vivier des Landes
- Herrenhaus La Tannerie aus dem 15. Jahrhundert
- Schloss Chantilly  aus dem 16./17. Jahrhundert

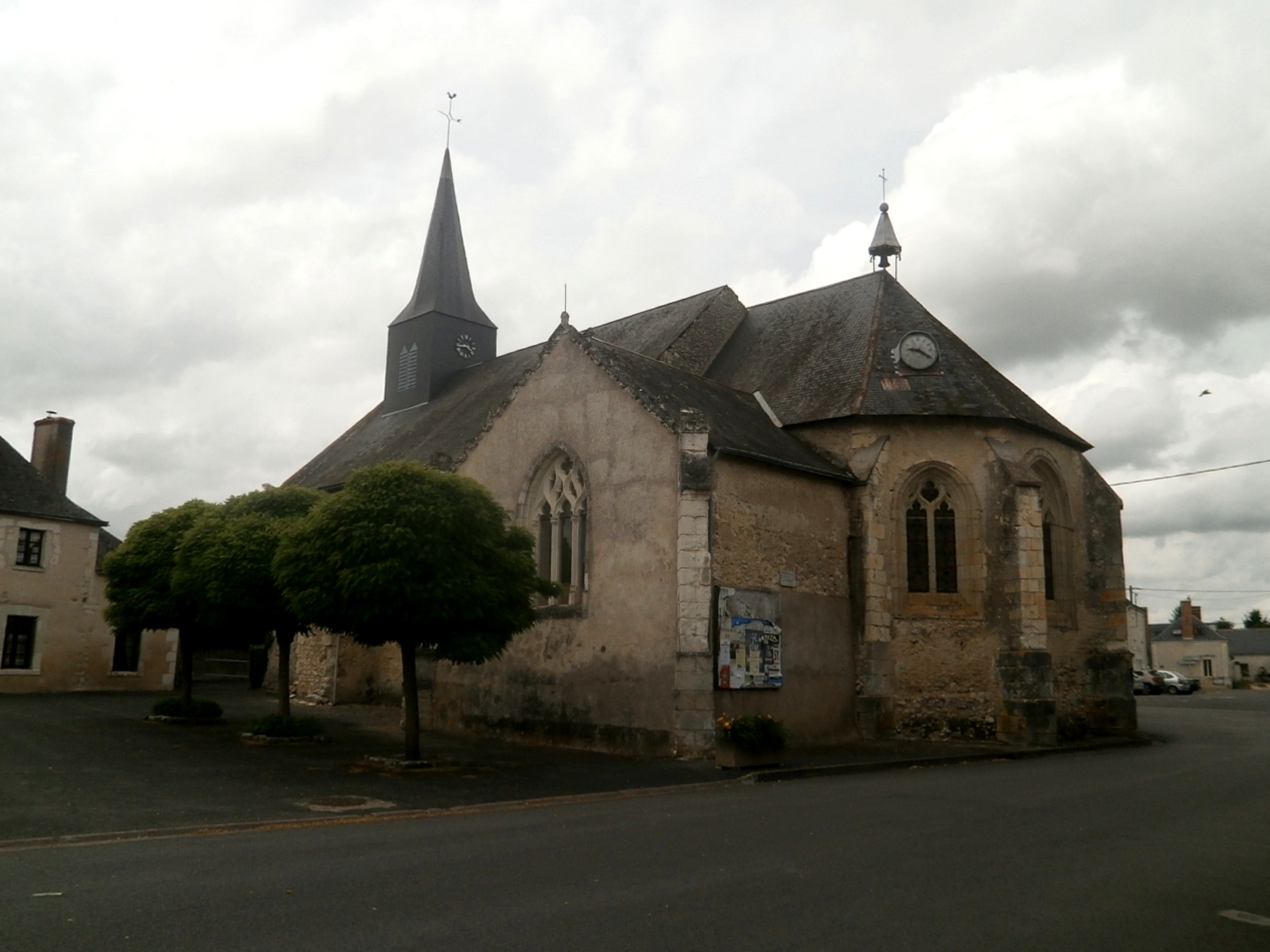
Kirche Saint-Barthélemy
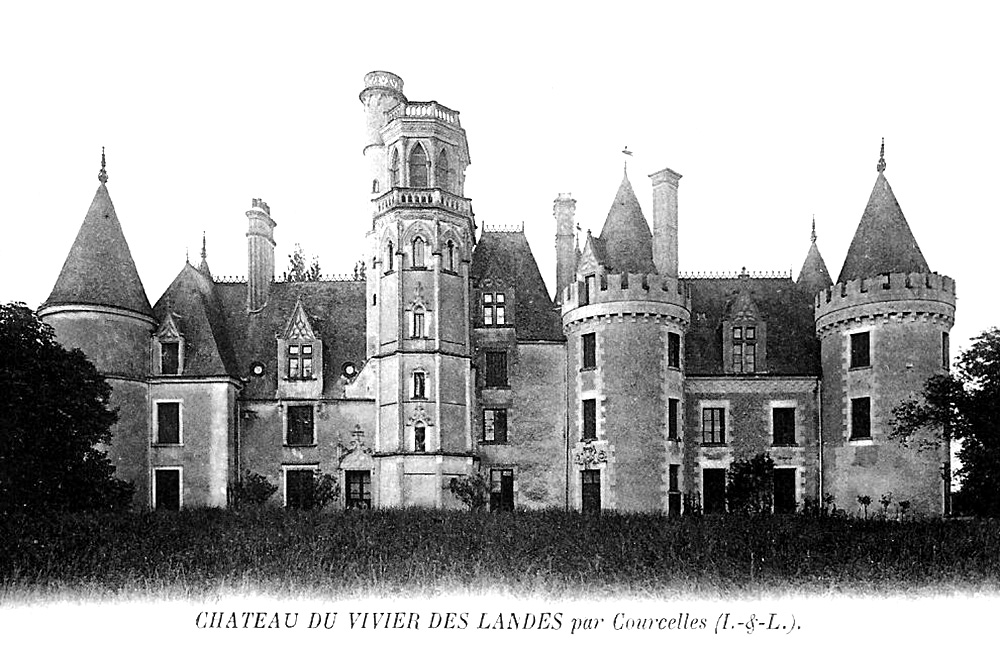
Schloss Vivier des Landes (um 1900)